# Aeroportul Bo
Aeroportul Bo (IATA: KBS, ICAO: GFBO) este un aeroport din Sierra Leone ce deservește zona Bo. A fost numit după zona deservită.
Situat la o altitudine de 93 m, aeroportul dispune de 1 pistă.

## Infrastructură

### Piste
Aeroportul dispune de o singură pistă. Pista 04/22 are suprafața de sol și dimensiunile 1.220 m × 10 m. 